# Венерсборг
Венерсборг (швед. Vänersborg) град је у Шведској, у југозападном делу државе. Град је у оквиру Вестра Јеталанд округа, где је трећи град по значају. Венерсборг је истовремено и седиште истоимене општине.
Венерсборг је био седиште округа Олвсборг, који је 1997. године укинут.

## Природни услови
Град Венерсборг се налази у југозападном делу Шведске и Скандинавског полуострва. Од главног града државе, Стокхолма, град је удаљен 410 км западно. Од првог већег града, Гетеборга, град се налази 100 км северно.
Венерсборг се развио на месту где из највећег шведског језера Ветерн истиче отока, река Јета Олв. Подручје града је равничарско, а просечна надморска висина града је око 45-50 метара.

## Историја
Подручје Венерсборга било је насељено још у време праисторије. Данашње насеље први пут се јавља у средњем веку, а 1580. године добило је права трговишта. Насељу брзо расте значај, па 1644. године овде бива изграђена тврђава.
Почетком 19. века код Венерсборга је изграђен је изграђене Тролхетски канал, који је омогућио пловни пут између језера Ветерн и мора. Ова околност је била зачетник индустријазације насеља и његовог развоја у данашњи град.

## Становништво
Венерсборг је данас град средње величине за шведске услове. Град има око 22.000 становника (податак из 2010. г.), а градско подручје, тј. истоимена општина има око 37.000 становника (податак из 2012. г.). Последњих деценија број становника у граду стагнира.
До средине 20. века Венерсборг су насељавали искључиво етнички Швеђани. Међутим, са јачањем усељавања у Шведску, становништво града је постало шароликије.

## Привреда
Данас је Венерсборг савремени град са посебно развијеном индустријом ("хајтек" индустрија). Последње две деценије посебно се развијају трговина, услуге и туризам.

## Галерија
- Главна пешачка улица
- Главна градска црква
- Спортска дворана у изградњи
- Средишњи трг Венерсборга